# Mezinárodní festival soch z ledu a sněhu v Charbinu
Mezinárodní festival soch ledu a sněhu v Charbinu je každoroční festival, který se koná v Charbinu v provincii Chej-lung-ťiang v Číně a v současnosti je největším festivalem soch z ledu a sněhu na světě. Zpočátku byli účastníci festivalu převážně Číňané, ale od té doby se stal mezinárodním festivalem a soutěží, festival přilákal 18 milionů návštěvníků a vygeneroval příjmy 28,7 miliardy juanů (4,4 miliardy dolarů). Na festivalu jsou vystavovány i největší ledové sochy má světě.
Festivalové expozice jsou otevřeny od konce prosince do konce února. Zatímco ledové sochy jsou postaveny po celém městě, existují dvě hlavní výstavní plochy:
- Slunečný ostrov je rekreační oblastí na opačné straně řeky Sungari, než stojí samotné město. Nabízí expozici obrovských sněhových soch.
- Svět sněhu a ledu je oblast otevřená odpoledne a v noci, ve které se nachází osvětlené sochy v životní velikosti vyrobené z bloků několik centimetrů tlustého ledu odebraného přímo z řeky Sungari. Park se obvykle otevírá na konci prosince a otevřený zůstává do konce února. V roce 1999 se na oslavu nového milénia otevřel veřejnosti první ledový a sněhový svět. Každý rok musí být park přestavěn s nově navrženými ledovými budovami a sněhovými a ledovými sochami. V posledních letech byl park velký až 800 000 metrů čtverečních (80 hektarů).

Během festivalu se v mnoha parcích ve městě konají aktivity s ledovými lucernami pro turisty. Zimní aktivity během festivalu zahrnují alpské lyžování v areálu Yabuli, koupání v řece Sungari a výstavu ledových luceren v zahradě Zhaolin.
Charbin se nachází v severovýchodní Číně a ovlivňuje jej studený zimní vítr ze Sibiře. Průměrná teplota v létě je 21,2 °C a 16,8 °C v zimě. Roční minima -25 °C nejsou neobvyklá.

## Historie

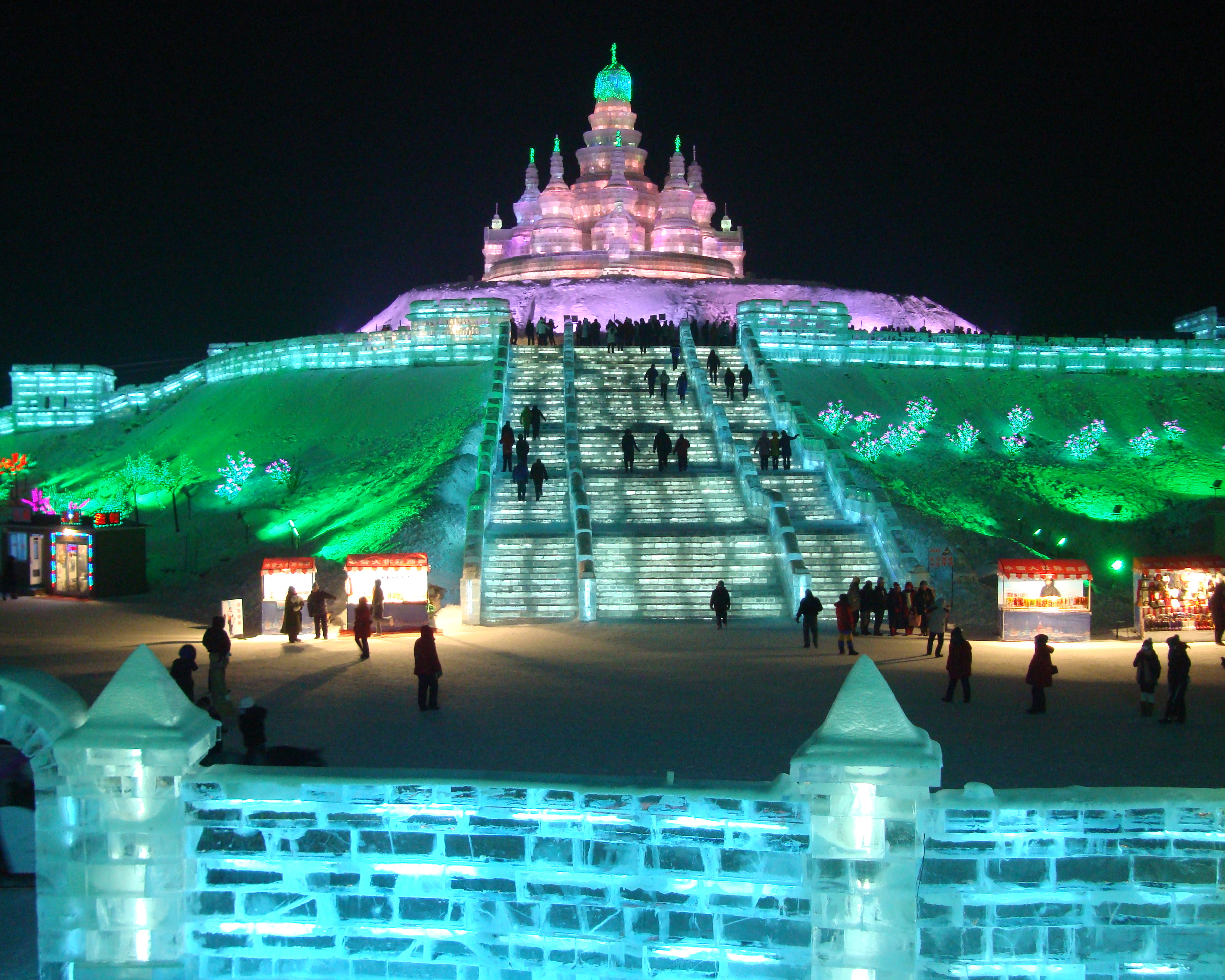
Ledová socha postavená v roce 2010 na festivalu ledu a sněhu

Festival vznikl v Charbinu z tradičního festivalu ledových luceren a zimních zahradních slavnostní, která vznikl v roce 1963. Tradice byla na řadu let přerušena, konkrétně během kulturní revoluce. Když byla 5. ledna 1985 obnovena, bylo oznámeno, že půjde o každoroční událost konanou v parku Zhaolin.
V roce 2001 byl Harbin Ice Festival sloučen s Mezinárodním lyžařským festivalem Chej-lung-ťiang a dostal svůj nový formální název, Harbin International Ice and Snow Sculpture Festival, Mezinárodní festival soch ze sněhu a ledu v Charbinu.
V roce 2007 festival představil sochu s kanadskou tematikou, památku na kanadského lékaře Normana Bethuna. Guinnessovou knihou rekordů byla označena jako největší sněhová socha na světě: 250 metrů dlouhá, 8,5 metru vysoká, vytvořená za použití více než 13 000 metrů krychlových sněhu. Socha se skládala ze dvou částí: „Niagarské vodopády“ a „překročení Beringovy úžiny “ (druhá zobrazující stěhování Prvních národů).
V roce 2014 oslavil festival své 30. výročí s tématem „50-let ledu a sněhu, okouzlující Charbin“. Od 20. prosince 2013 do 28. února 2014 se konaly různé veletrhy, soutěže a výstavy.
V roce 2015 byl 5. ledna zahájen 31. ročník festivalu ledu a sněhu v Charbinu s tématem „Ledový a sněhový Charbin, okouzlující čínské sny po celém světě“ se zahajovacím ceremoniálem, ohňostrojem, ledovými lucernami, soutěžemi a výstavami sněhových soch.
Během 35. ročníku festivalu, který se konal v roce 2019, zabírala nejoblíbenější atrakce festivalu, Ledový a sněhový svět v Charbinu, přes 600 000 metrů čtverečních a zahrnovala více než 100 staveb. Byly vyrobeno ze 110 000 metrů krychlových ledu a 120 000 metrů krychlových sněhu. Součástí festivalu byly také ledové sochy umělců z 12 různých zemí soutěžících v každoroční soutěži.
Tento festival, který v roce 2020 oslavil 36. ročník, je v současnosti považován za jeden z nejlepších zimních festivalů, jako jsou například Festival sněhu a ledu v Sapporu v Japonsku, kanadský Quebecký zimní karneval a norský Holmenkollen Ski Festivalu. V roce 2020 byly sochy vyrobeny s použitím zhruba 220 000 metrů krychlových ledových bloků, které byly všechny vytaženy z řeky Sungari.
V roce 2021 se festival kvůli pandemii covidu-19 nekonal v plné kapacitě.

## Výstavba

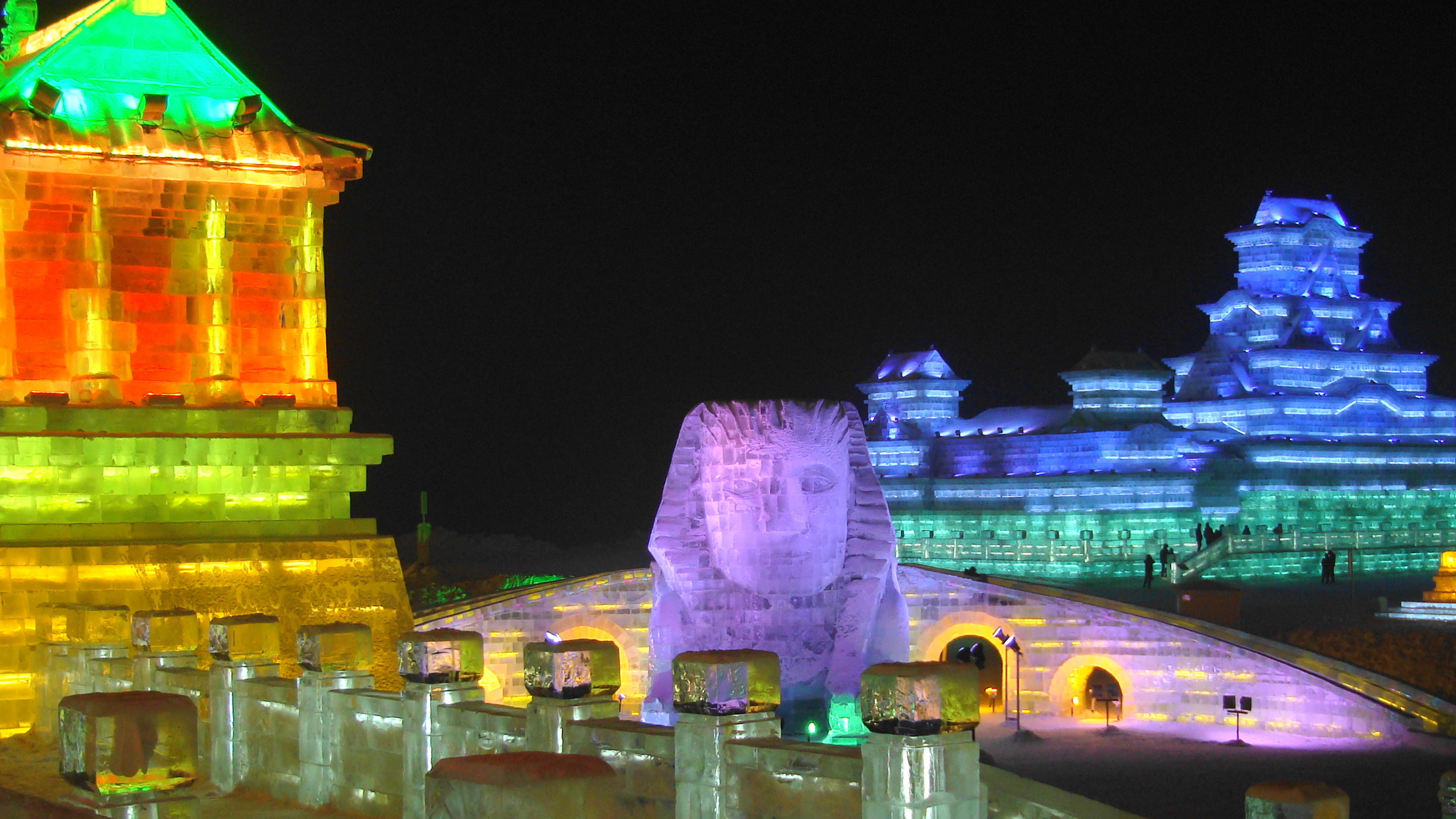
Ledová socha Sfingy postavená pro festival 2010

K vyřezávání ledu do bloků se používají pily. Led je odebraný ze zamrzlé hladiny řeky Sungari. Dláta na led a různé druhy pil pak používají ledoví sochaři k vyřezávání velkých ledových soch. Mnohé z nich jsou složitě designovány a týmy na nich pracují celý den a noc před zahájením festivalu. Tvůrci používají také deionizovanou vodu, která tvoří ledové bloky průhledné jako sklo, aby se vytvořily čiré sochy, nikoli pouze průsvitné. Světla mnoha barev se pak používají k prosvětlení ledu. Některé ledové sochy vyrobené v předchozích letech jsou například budovy architektonických typů a stylů, postavy včetně zvířat, lidí a mytických bytostí, nebo ledové skluzavky a lucerny. Kromě zimních rekreačních aktivit, které jsou v Charbinu k dispozici, jsou tyto nádherně detailní ledové sochy hlavním lákadlem pro turisty z celého světa.

## Galerie
- Festival v roce 2010
- Festival v roce 2010
- Festival v roce 2010
- Festival v roce 2010
- Festival v roce 2010
- Festival v roce 2010
- Festival v roce 2010
- Festival v roce 2010
- Festival v roce 2013
- 2014 – šavlozubý tygr